# Pipiza distincta
Pipiza distincta är en tvåvingeart som beskrevs av Charles Howard Curran 1921. Pipiza distincta ingår i släktet gallblomflugor, och familjen blomflugor.
Artens utbredningsområde är Kalifornien. Inga underarter finns listade i Catalogue of Life.